# 泰國河流列表
泰國河流列表，列舉全部或部分流經泰國的河流，並依流域的地理位置由東至西排序。支流則由河口至源頭排序。

## 注入南中國海
- 湄公河
  - 蒙河
    - 錫河
      - 蘭奇河

  - 頌堪河
  - 谷河

## 注入泰國灣
- 沙墩河
- 昭拍耶河（湄南河）
  - 撒該甘河
  - 難河
    - 永河

  - 濱河
    - 汪河
- 夜功河
  - 內河
- 北大年河

## 注入安達曼海
- 巴蓮河
- 董里河
- 克拉武里河